# Ronald Unsworth
Ronald Thomas "Ron" Unsworth (* 8. November 1923 in Ashton-under-Lyne, Tameside, Greater Manchester; † 23. Dezember 2008 in Wilmslow) war ein britischer Leichtathlet.

## Leben
Unsworth studierte von 1942 bis 1948, unterbrochen von seiner Militärzeit in Burma, an der University of Manchester Geschichte. Während seiner Studienzeit spielte er Rugby und Fußball und war Präsident der Leichtathletikvereinigung seiner Universität. Dieses Amt übte er auch nach seinem Studienabschluss bis 2004 weiter aus.
1948 startete er für Großbritannien bei den Olympischen Spielen in London im 400-Meter-Hürdenlauf. In seinem Vorlauf belegte er in persönlicher Bestzeit von 55,1 Sekunden den dritten Platz, was nicht ausreichte um sich für das Halbfinale zu qualifizieren.

## Ehrungen
- 2001 Honorary Companion der University of Manchester[2]